# Chlorocoma paraphylla
Chlorocoma paraphylla är en fjärilsart som beskrevs av Oswald Beltram Lower 1902. Chlorocoma paraphylla ingår i släktet Chlorocoma och familjen mätare. Inga underarter finns listade i Catalogue of Life.